# Jean Baptiste Charbonneau
Jean Baptiste Charbonneau (* 11. Februar 1805 bei Fort Mandan (heute North Dakota); † 16. Mai 1866 in Danner, Oregon) war der Sohn des franko-kanadischen Pelzjägers Toussaint Charbonneau und der zum Stamm der Nördlichen Shoshonen gehörenden Indianerin Sacajawea. Mit seinen Eltern begleitete er als Säugling und Kleinkind die Lewis-und-Clark-Expedition 1805/06.
Ein Bild von ihm und seiner Mutter findet sich auf der amerikanischen Ein-Dollar-Münze. Er ist damit das einzige Kind, das jemals auf einem amerikanischen Zahlungsmittel abgebildet wurde.

## Leben
Jean Baptiste Charbonneau wurde geboren, als die Lewis-und-Clark-Expedition vor dem Start in Fort Mandan bei den Hidatsa zu Gast war. Sein Vater wurde als Dolmetscher eingestellt. Seine Mutter sollte die Expedition ebenfalls begleiten, um Kontakte zu den Schoschonen herzustellen, da sie ursprünglich eine Schoschonin war, die mit etwa zehn Jahren von den Hidatsa gefangen genommen, als Sklavin gehalten und an Charbonneau verkauft worden war. Die Anwesenheit der Frau und des Säuglings bzw. Kleinkinds auf der Expedition gilt als wesentlicher Grund, warum die Weißen von allen Indianern unterwegs friedlich aufgenommen wurden. Indianer nahmen Frauen oder gar Kinder nie auf Kriegszüge mit, so dass Sacajawea und Jean Baptiste als Zeichen für die Harmlosigkeit der Reisenden gesehen wurden.
William Clark, einer der Expeditionsleiter, nannte ihn „Pomp“ oder auch „Pompey“. Pompeys Pillar, ein markanter Felsen am Yellowstone River in Montana, ist nach ihm benannt.
Einige Jahre nach Ende der Expedition zog die Familie auf Clarks Einladung nach St. Louis. Clark zahlte für den jungen Jean-Baptiste Charbonneau das Schulgeld für die St. Louis Academy, die heute St. Louis University High School heißt. Er sorgte auch weiter für die Betreuung und Schulbildung des Jungen, als dessen Eltern wieder den Missouri hinaufzogen und adoptierte ihn und seine vermutlich im Kindesalter verstorbene Schwester Lizette im Jahr 1813.
Als Charbonneau 18 Jahre alt war, traf er Prinz Paul Wilhelm von Württemberg, einen Neffen des Königs Friedrich I. von Württemberg. Der Prinz, der an einer naturkundlichen Expedition in Amerika teilnahm, lud Charbonneau ein, mit ihm nach Europa zu reisen. Er lebte dann dort für sechs Jahre und erlernte vier europäische Sprachen. Er reiste durch ganz Europa und besuchte sogar Afrika.
1829 kehrte Charbonneau nach Nordamerika zurück, wo er als Fallensteller in den Rocky Mountains und als Pfadfinder für die Armee lebte. 1846 führte er das Mormonen-Bataillon von New Mexico bis nach San Diego in Kalifornien. Dort übernahm er das Amt des Verwaltungschefs der Missionsstation San Luis Rey. Nach einiger Zeit wurde er jedoch zum Rücktritt gezwungen. Als Grund gelten Konflikte darüber, wie die Situation der dort ansässigen Indianerstämme verbessert werden könnte.

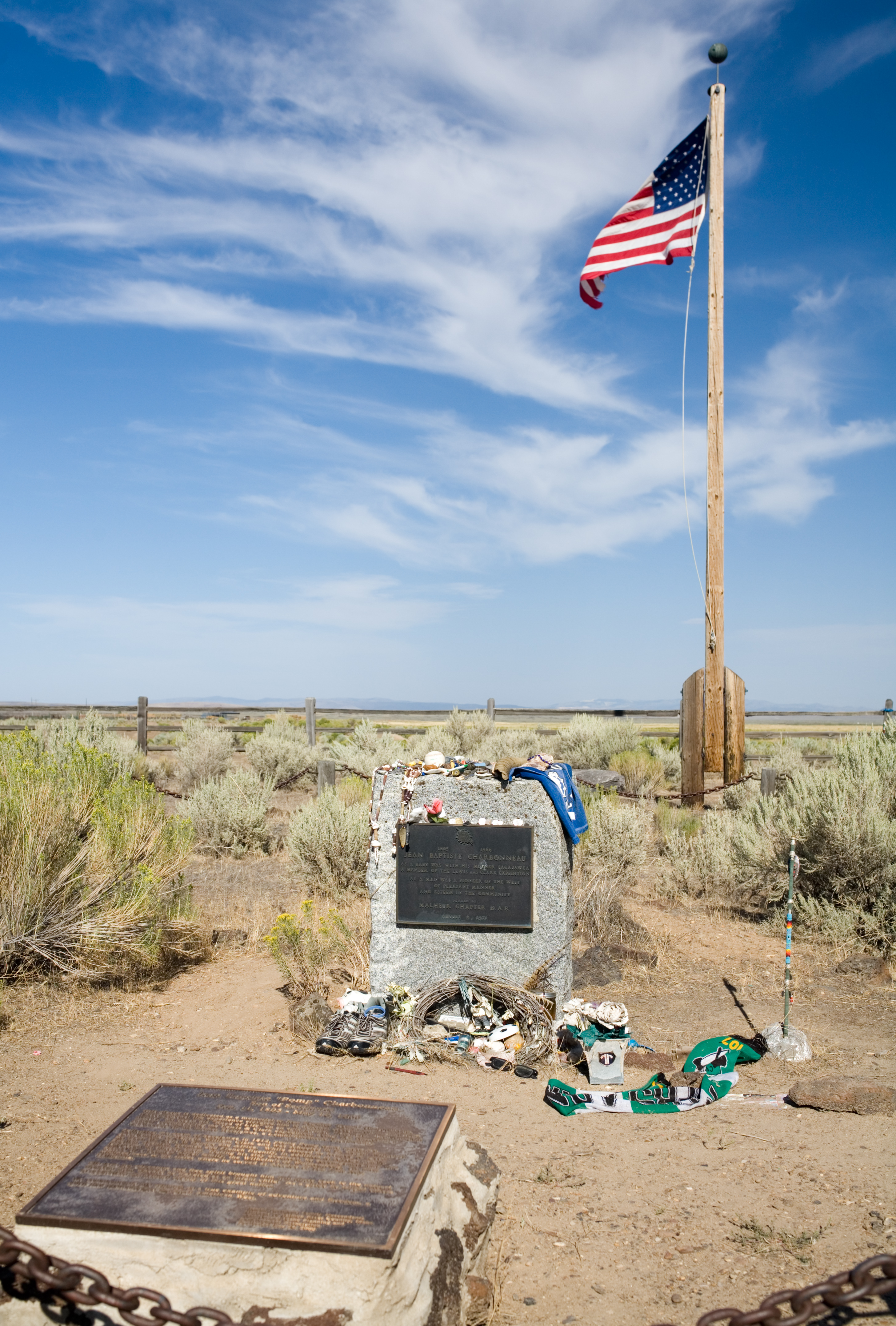
Grabstätte von Jean Baptiste Charbonneau im Jordan Valley, Oregon

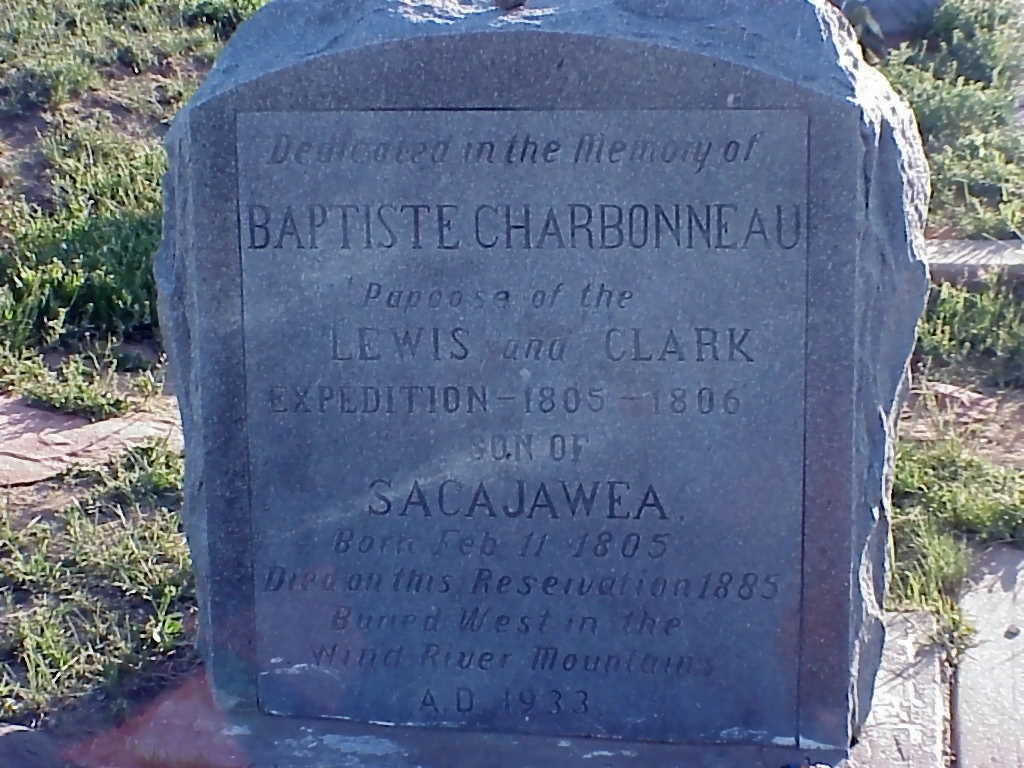
Denkmal für Jean Baptiste Charbonneau in der Wind River Indian Reservation, Wyoming

Charbonneau wurde dann vom kalifornischen Goldrausch mitgerissen und schloss sich tausenden anderen „49ern“ im Placer County an. Soweit bekannt, war er nicht erfolgreich und arbeitete 1861 in einem Hotel in Auburn. 1866 machte er sich im Alter von 61 Jahren auf den Weg von Kalifornien zu den neuen Goldfeldern, die um Virginia City, Montana entdeckt worden waren. Er starb unterwegs (wahrscheinlich an Bronchitis) im Jordan Valley beim heutigen Danner, Oregon. Dort steht ein Grabmal für Charbonneau, von dem angenommen wird, dass es den tatsächlichen Ort seines Todes markiert.
In den 1920er Jahren ließ die Juristin und Professorin Grace Hebard in der Wind River Reservation der Schoschonen in Wyoming drei Gedenksteine errichten, die Gräber von Sacajawea und ihren vermeintlichen zwei Söhnen Jean Baptiste Charbonneau und Bazil markieren sollen. Dies geht auf die inzwischen widerlegte Annahme zurück, dass die tatsächlich 1812 gestorbene Sacajawea noch bis 1884 in der Wind River Reservation gelebt und ihre Kinder dorthin geholt habe. Wahrscheinlich liegt dem die Verwechslung mit einer hochgeachteten Schoschone-Frau zugrunde.